# Pierre-Adalbert Frotier de Bagneux
Pour les autres membres de la famille, voir Famille de Frotier.
Pierre-Adalbert-Marie-Guilhem Frotier de Bagneux (26 juillet 1845 à Canappeville - 4 avril 1923 à Paris), est un homme politique français.

## Biographie
Fils de Louis-Charles-Alfred  Frotier de Bagneux, il prit part à la défense de Paris en 1870 en tant que capitaine de la Garde mobile de la Seine-Inférieure. Maire de Limésy, conseiller d'arrondissement en 1884, conseiller général du canton de Pavilly de 1885 à 1922, il fut député de Seine-Inférieure de 1911 à 1923. 
Durant la Première Guerre mondiale, Bagneux est délégué du Ministre de la Guerre près de la Croix-Rouge en Seine-Inférieure, l'Eure et du Calvados.
Membre de la société des agriculteurs de France, il était propriétaire du château de Bagneux (Limésy).
En 1872, il épousa Isabelle de Polignac, fille du marquis Jules Melchior de Polignac et de Clotilde Marie de Choiseul-Praslin.
Il meurt à son domicile, 73 rue de Lille à Paris. Ses obsèques sont célébrées dans la basilique Sainte-Clotilde de Paris et il est inhumé au cimetière de Limésy.

## Distinctions
- Chevalier de la Légion d'honneur (1871).

## Sources
- « Pierre-Adalbert Frotier de Bagneux », dans le Dictionnaire des parlementaires français (1889-1940), sous la direction de Jean Jolly, PUF, 1960 [détail de l’édition]
- Dictionnaire biographique de la Seine-Inférieure, Paris, Henri Jouve, 1892
- « Mort de M. de Bagneux », Journal de Rouen,‎ 6 avril 1923, p. 2